# Portrait de Vincenzo Mosti
Pour les articles homonymes, voir Mosti.
Portrait de Vincenzo Mosti est un tableau peint par Titien vers 1520. Il est conservé au Palais Pitti à Florence.